# Ghizlane Chebbak
Pour les articles homonymes, voir Chebbak (homonymie).
Ghizlane Chebbak (en arabe : غزلان الشباك), née le 22 août 1990 à Casablanca (Maroc), est une footballeuse internationale marocaine jouant au poste de milieu de terrain.

## Biographie

### Famille
Ghizlane Chebbak est la fille de Larbi Chebbak, ancien international marocain mort en 2020,.

### Carrière en club

#### Débuts et formation
Ghizlane Chebbak débute au club du Difaâ Aïn Sebaa en s'entraînant avec les garçons sous la houlette d'Adil Faras. C'est également dans ce club situé dans un quartier populaire de Casablanca qu'évoluent ses frères, Hamouda et Issam. Elle poursuit sa formation dans le club voisin du Rachad Bernoussi qui possède une équipe féminine.
Toujours sous les ailes de Faras, son entraîneur, elle connait un passage au Raja Aïn Harrouda avec lequel elle termine vice-championne du Maroc de la saison 2005-2006, elle évolue au Wydad puis au Raja et rejoint par la suite le Club municipal de Laâyoune.

#### Expérience en Égypte (2011)
Au début de l'année 2011, Ghizlane Chebbak dispute avec la sélection un match amical au Caire contre l'Égypte. Lors de cette rencontre, elle s'illustre en inscrivant un doublé permettant au Maroc de remporter le match (2-1). Sa prestation tape dans l'œil des dirigeants du club local de Misr El Maqasa avec qui elle finit par s'engager. Mais cette première expérience à l'étranger ne dure pas longtemps en raison de l'instabilité politique que connait le pays à la suite de la révolution du 25 janvier,.

#### Révélation de Chebbak à l'AS FAR (2012-2024)
Après cette courte expérience en Égypte, elle retourne au Maroc pour jouer au Nassim Club Sport (Sidi Moumen) avant de rejoindre l'AS FAR en 2012 avec lequel elle remporte le championnat national et la Coupe du Trône à plusieurs reprises. Elle devient petit à petit une pièce maîtresse au sein du club militaire en récupérant le brassard de capitaine.
À l'issue de la saison 2013-2014, elle termine meilleure buteuse du championnat avec 54 réalisations en 20 matchs disputés, un record à l'échelle nationale.
En octobre 2016, l'AS FAR s'adjuge la Coupe de l'amitié Maroc-Émirats arabes unis en s'imposant à Dubaï face à Abu Dhabi Country sur le score de 4-2 avec une réalisation de Ghizlane Chebbak.
Elle remporte à la fois le titre de meilleure joueuse et de meilleure buteuse du championnat marocain de la saison 2019-2020, remportée par l'AS FAR.

#### Ligue des champions CAF 2021
Avec l'AS FAR, elle participe notamment à la première édition de la Ligue des champions africaine organisée en Égypte en novembre 2021 où le club décroche la 3e place. Titularisée à toutes les rencontres de cette phase finale, elle ne marque pas mais délivre trois passes décisives.

#### Ligue des champions CAF 2022: Sacre de l'AS FAR
Le 13 novembre 2022, l'AS FAR remporte la compétition pour la première fois de son histoire aux dépens du tenant du titre Mamelodi Sundowns après s'être imposé 4 buts à 0.
Bien que dans le groupe et remplaçante lors de la finale, Ghizlane Chebbak de retour d'une blessure ne dispute aucun match lors de cette édition.

#### Ligue des champions CAF 2023: Le bronze encore une fois
Après avoir manqué l'édition précédente en raison d'une blessure, elle dispute la phase finale de 2023 qui a lieu du 5 au 19 novembre en Côte d'Ivoire. Après une défaite d'entrée contre les Ghanéennes de l'Ampem Darkoa (2-1), l'AS FAR remporte les deux matchs de poules restants contre l'Huracanes (1-0) et l'AS Mandé (2-0). Le club marocain perd en demi-finale contre Mamelodi Sundowns (1-0) et remporte le match de la 3e place face l'Ampem Darkoa (2-0). Ghizlane Chebbak participe à l'ensemble des matchs en tant que titulaire et capitaine, et marque un but lors de la petite finale.
Après avoir disputé la première partie de saison sportive 2023-2024 avec l'AS FAR, le club annonce son départ. Elle quitte le Maroc pour s'engager avec le club de Levante Las Planas évoluant en Liga.

### Première expérience en Europe: Levante Las Planas (2024-2025)
Après plusieurs saisons dans le championnat marocain, Ghizlane Chebbak découvre la Liga à 33 ans, en rejoignant le Levante Las Planas club où évoluent ses deux coéquipières en sélection Yasmin Mrabet et Anissa Lahmari. Elle dispute son premier match avec le club catalan le 18 février 2024 en étant titularisée face à Madrid CFF. Match qu'elle dispute dans son intégralité mais que Levante Las Planas perd sur le score de 2-1.
Elle marque son premier but en Liga le 13 avril 2024 contre le Betis Seville, la seule réalisation de son équipe dans ce match. Toutefois, Levante Las Planas s'incline sur le score de 2 buts à 1. Quelques jours plus tard, le 24 avril 2024, Chebbak débute titulaire dans un match important pour le maintien face au FC Barcelone d'Alexia Putellas. Dominée (80% de possession), son équipe perd logiquement ce derby catalan sur le score de 4 buts à 2.
Le 5 mai 2024, Levante Las Planas se déplace chez la lanterne rouge Sporting Club de Huelva dans un match décisif pour le maintien. Ghizlane Chebbak offre une passe décisive à Anissa Lahmari qui ouvre le score de la rencontre qui se termine par une victoire de son équipe (2-1). C'est sa première passe décisive dans le championnat espagnol.
Elle dispute son 10e match de Liga le 11 mai 2024 en étant titularisée face à Levante UD (nul, 1-1). Le 9 juin 2024, Chebbak contribue à la victoire de son équipe 3 buts à 0 contre Valence en participant à l'action du troisième but. Elle inscrit son 2e but de la saison à l'occasion de la dernière journée de championnat le 15 juin 2024 contre la Real Sociedad dans une rencontre qui se termine sur un nul (2-2). Ainsi, grâce à ce point du nul, Levante Las Planas assure son maintien dans la Liga pour la saison suivante.

#### Deuxième saison
Ghizlane Chebbak prolonge avec Levante Las Planas, devenu le Levante Badalona. Elle dispute son premier match officiel de la saison le 8 septembre 2024 en étant titularisée face à Valence dans le cadre de la 1re journée du championnat (match nul, 1-1).
Elle inscrit son premier but de la saison la journée suivante le 14 septembre 2024 face au Levante UD (victoire, 2-0). Elle marque son deuxième but de la saison le 16 novembre 2024 en ouvrant le score du match à Grenade dans un match qui se termine par un nul, 1-1.
Le 9 novembre 2024, elle délivre une passe décisive face au Real Madrid sur un coup franc indirect. Cependant, elle et son équipe s'inclinent 3 buts à 1. Quelques jours plus tard, le 23 novembre 2024, elle entre en jeu contre l'Espanyol de Barcelone et délivre une passe décisive pour Amon Elloh qui permet à Levante d'obtenir le match nul.
Le 15 décembre 2024 contre Eibar, elle est expulsée 65e minute du match après avoir récolté deux cartons jaunes durant le match. La rencontre se termine par défaite 1 à 0 de son équipe.
Le week-end qui suit, elle fait ses premiers pas en Coupe d'Espagne en entrant en jeu face à l'Atlético de Madrid dans le cadre des huitièmes de finale. Rencontre qui se termine par une défaite de Levante Badalona sur le score de 1 à 0.
Elle marque son 3e but de la saison en inscrivant le but égalisateur sur le terrain du Levante UD le 25 janvier 2025 qui permet à son équipe d'obtenir le match nul à l'extérieur.
Après une saison et demie passée au club, Ghizlane Chebbak le quitte. L'internationale marocaine aura pris part au total à 39 rencontres pour 5 buts marqués avec le club de la banlieue de Barcelone.

### Carrière en sélection
Ghizlane Chebbak est régulièrement sélectionnée en équipe nationale du Maroc depuis 2007.
Elle dispute son premier match international le 8 mars 2008 à l'occasion d'une rencontre amicale face à la France à Casablanca, dans le cadre des festivités du premier anniversaire de Lalla Khadija et de la journée mondiale de la femme (défaite marocaine, 6-0). Elle est d'ailleurs titularisée lors de ce match par Abdelkbir Slimani Alaoui, sélectionneur du Maroc à cette période. C'est également la première fois que l'équipe de France dispute un match sur le continent africain.

#### Période sombre (2010-2019)
Chebbak connait avec la sélection de nombreuses campagnes de qualifications décevantes.
Sous la tunique des Lionnes de l'Atlas, elle ne parvient à se qualifier ni pour les phases finales de la CAN (2010, 2012, 2014, 2016 et 2018), ni aux tournois finaux des Jeux olympiques (2012 et 2020).

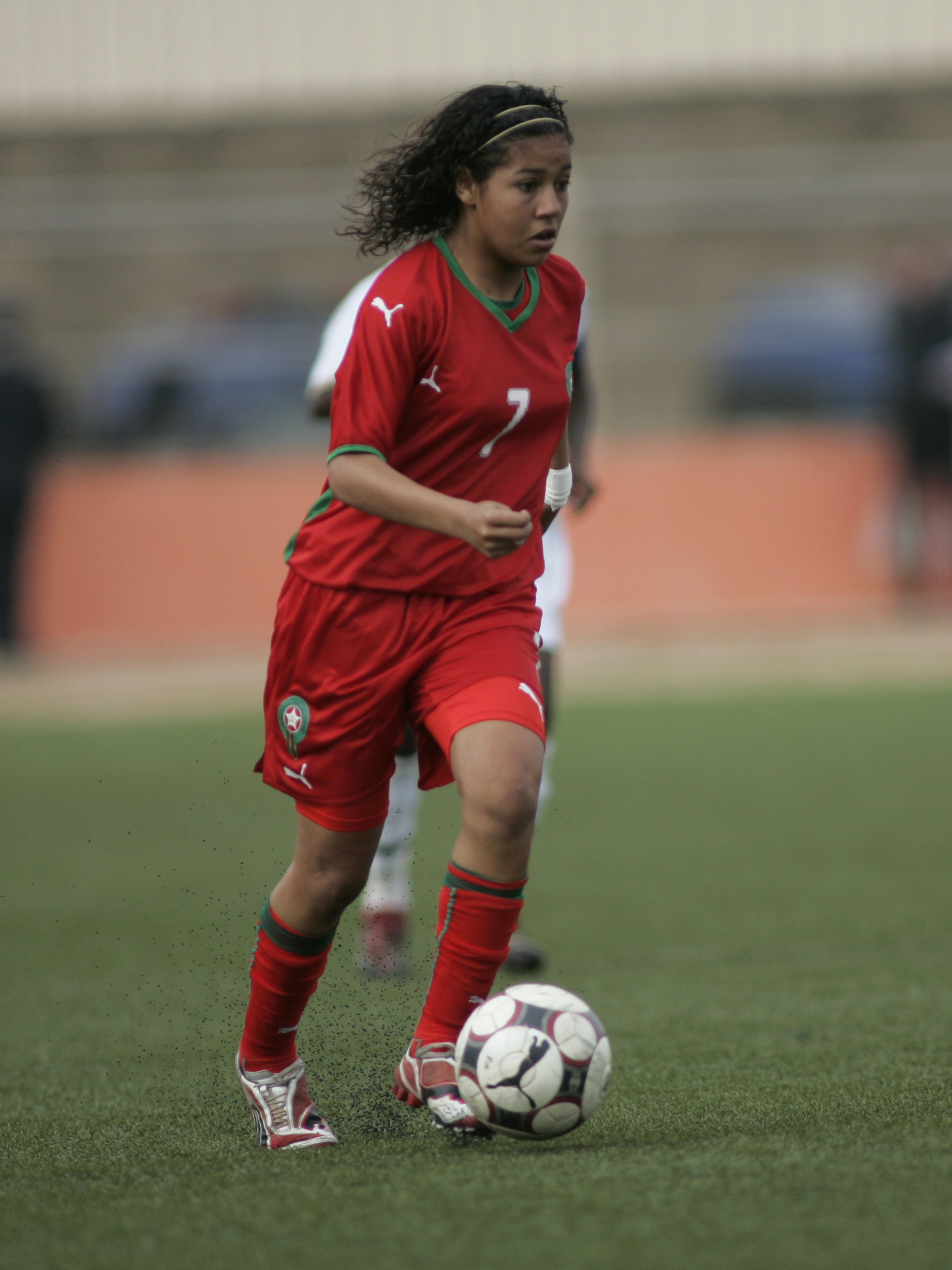
Ghizlane Chebbak (19 ans) face au en mars 2010

Néanmoins, sous la houlette de l'Américaine Kelly Lindsey (en), elle remporte le tournoi de l'UNAF organisé en Tunisie en février 2020. Tournoi durant lequel elle contribue au titre en inscrivant 4 buts dont un triplé contre la Mauritanie.

#### Coupe d'Afrique des nations 2022 et parcours inédit du Maroc
Capitaine de la sélection, elle est retenue dans la liste de Reynald Pedros pour prendre part à la CAN 2022 organisée au Maroc qui voit son équipe décrocher une qualification historique pour la Coupe du monde, chose qui n'était jamais arrivée depuis le lancement de l'équipe nationale féminine en 1997.
Durant cette édition de la CAN, elle inscrit trois buts terminant co-meilleure buteuse de la compétition et est désignée meilleure joueuse du tournoi par la CAF.

#### Coupe du monde 2023: Les Marocaines créent l'exploit
Après avoir manqué plusieurs stages qui ont suivi la CAN en raison d'une blessure, Ghizlane Chebbak retrouve la sélection pour deux matchs amicaux à Antalya les 17 et 21 février 2023 respectivement contre la Slovaquie et la Bosnie-Herzégovine. Elle délivre une passe décisive contre les Slovaques.
Elle est sélectionnée en avril 2023 pour prendre part à deux matchs amicaux internationaux contre la Tchéquie et la Roumanie respectivement le 6 avril 2023 à Prague et le 11 avril 2023 à Bucarest. Elle dispute les deux matchs, perdues par les Marocaines.
Ghizlane Chebbak fait partie des 28 joueuses présélectionnées par Reynald Pedros pour disputer la Coupe du monde 2023 organisée en Australie et Nouvelle-Zélande. Après le stage effectué en Autriche et les matchs amicaux disputés contre l'Italie et la Suisse, Chebbak est sélectionnée dans la liste finale des 23 joueuses retenues pour défendre les couleurs marocaines au Mondial.
Le Maroc fait alors son entrée en lice à la Coupe du monde 2023 en affrontant l'Allemagne à Melbourne lors de la première journée le 24 juillet 2023 dans un match qui se termine sur une large victoire des Allemandes (6-0). Chebbak dispute ainsi son premier match de Coupe du monde à l'âge de 32 ans 11 mois et 4 jours. Les Marocaines se rattrapent le match suivant face à la Corée du Sud en s'imposant sur le score de 1-0, premier but et premier succès de la sélection dans la compétition. Puis lors de la dernière journée, les Lionnes de l'Atlas rééditent avec une autre victoire contre la Colombie (1-0) grâce à un but d'Anissa Lahmari qui a suivi un penalty tiré par Chebbak repoussé par la gardienne colombienne. Dans le même temps la Corée du sud réussit à tenir en échec l'Allemagne (1-1). Résultats qui permettent au Maroc de décrocher une qualification historique pour les huitièmes de finale.

#### JO 2024: Echec des Marocaines au dernier tour des qualifications
Dans le cadre des préparations aux qualifications des Jeux olympiques 2024, le Maroc reçoit la Zambie les 22 et 26 septembre 2023 pour une double confrontation amicale. Les Marocaines s'inclinent lors des deux rencontres. La première à Casablanca sur le score 2-0 et la deuxième à Rabat sur un lourd score de 6 à 2. Ghizlane Chebbak participe aux deux matchs en tant que titulaire et réalise une passe décisive pour Rosella Ayane lors de la deuxième rencontre.
Exemptée du premier tour, la sélection affronte la Namibie lors du 2ème tour des qualifications des JO 2024. La Namibie étant dans l'incapacité de recevoir, les deux matchs se jouent au Maroc. Les Marocaines s'imposent lors des deux manches. La première à Marrakech le 26 octobre 2023 sur le score de 2-0, et la deuxième à Rabat avec le même score. Ghizlane Chebbak dispute les deux rencontres en tant que titulaire et est impliquée sur les deux buts du match retour avec une passe décisive pour Imane Saoud et un pénalty transformé.
Après avoir éliminé la Tunisie (6-2 au score cumulé) avec un but de Chebbak au match aller, les Marocaines sont donc opposées aux Zambiennes lors du 4e et dernier tour des qualifications. Si elle est parvenue à s'imposer en Zambie lors du match aller le 5 avril 2024 sur le score de 2 buts à 1, la sélection marocaine ne parvient pas à se qualifier pour la phase finale des Jeux à la suite de sa défaite 2 à 0 au match retour à Rabat le 9 avril 2024 après prolongations. Ghizlane Chebbak participe au match aller et récolte un carton jaune qui l'empêche de disputer le match retour.

#### Coupe d'Afrique 2024: Nouvel échec en finale
Ghizlane Chebbak est sélectionnée par Jorge Vilda pour une double confrontation amicale face à la RD Congo les 30 mai et 3 juin à 2024 Berkane. Le Maroc remporte les deux rencontres. La première sur le score de 2 buts à 1 et la deuxième, 3 buts à 2. Chebbak dispute l'intégralité des deux matchs et réalise une passe décisive pour Ibtissam Jraidi lors de la deuxième manche.
Elle est convoquée pour disputer deux matchs amicaux contre la Tanzanie et le Sénégal respectivement les 25 et 29 octobre 2024 au Stade Père-Jégo. Les Marocaines remportent les deux rencontres avec un score de 4-1 face aux Tanzaniennes et une large victoire face aux Sénégalaises, 7-0. Ghizlane Chebbak dispute l'intégralité des deux rencontres en marquant un but contre la Tanzanie,. Le mois qui suit, elle est convoquée pour disputer deux matchs amicaux contre le Botswana et le Mali respectivement les 28 novembre et 3 décembre 2024. Le Maroc remporte les deux rencontres, 3-1 face au Botswanaises et 1-0 face aux Maliennes. De retour de blessure, Ghizlane Chebbak ne dispute que le match face au Mali et manque un pénalty durant ce match.
Toujours dans le cadre des préparations à la CAN, elle est convoquée par Jorge Vilda pour disputer deux matchs amicaux internationaux, face au Ghana et Haïti respectivement les 21 et 25 février 2025 à Casablanca. Les Marocaines s'imposent face au Ghanéennes (1-0) et font match nul contre les Haïtiennes. Ghizlane Chebbak dispute les deux matchs en tant que titulaire et marque un coup-franc face à Haïti 
,. Chebbak est convoquée pour le stage suivant afin de disputer deux matchs amicaux contre la Tunisie et le Cameroun les 4 et 8 avril 2025 au Stade Père-Jégo. Les Marocaines s'imposent face aux Tunisiennes avec un score de 3 buts à 1. Cependant, elles s'inclinent face aux Camerounaises (0-1). Ghizlane Chebbak est titularisée lors des deux matchs,.
Le 24 juin 2025, la FRMF annonce la liste finale pour la CAN 2024. Ghizlane Chebbak fait partie des joueuses retenues par Jorge Vilda. Le Maroc qui atteint la finale pour la deuxième fois consécutive, ne parvient pas à remporter le titre. Durant cette édition, les Marocaines terminent première de leur groupe après un nul face aux Zambiennes (2-2), une victoire face aux Congolaises (4-2) et un succès face aux Sénégalaises (1-0). En quart de finale, le Maroc élimine le Mali (3-1) puis s'impose en demi-finale aux tirs au but face Ghana (4-2, 1-1 après prolongations). Les joueuses de Jorge Vilda s'inclinent en finale face au Nigeria (3-2) après avoir mené au score (2-0) jusqu'à l'heure de jeu. Ghizlane Chebbak prend part à l'ensemble des rencontres du tournoi en tant que titulaire et termine meilleure buteuse de la compétition avec 5 réalisations. Elle inscrit notamment un triplé contre la RD Congo.

## Statistiques

### En club
| Saison                | Club                  | Championnat           | Championnat | Championnat | Championnat | Coupe(s) nationale(s) | Coupe(s) nationale(s) | Coupe(s) nationale(s) | Total | Total | Total |
| Saison                | Club                  | Division              | M.          | B.          | P.d.        | M.                    | B.                    | P.d.                  | M.    | B.    | P.d.  |
| 2023-2024             | Levante Las Planas    | Division 1            | 13          | 2           | 1           | 0                     | 0                     | 0                     | 13    | 2     | 1     |
| 2024-2025             | Levante Badalona      | Division 1            | 25          | 3           | 2           | 1                     | 0                     | 0                     | 26    | 3     | 2     |
| Sous-total            | Sous-total            | Sous-total            | 38          | 5           | 3           | 1                     | 0                     | 0                     | 39    | 5     | 3     |
| Total sur la carrière | Total sur la carrière | Total sur la carrière | 38          | 5           | 3           | 1                     | 0                     | 0                     | 39    | 5     | 3     |

#### Statistiques par compétition
| Compétition     | Matchs | Titu. | Buts | Passes | Cartons | Cartons |
| Compétition     | Matchs | Titu. | Buts | Jau.   | Rou     |         |
| --------------- | ------ | ----- | ---- | ------ | ------- | ------- |
| Liga            | 38     | 35    | 5    | 3      | 5       | 1       |
| Coupe d'Espagne | 1      | 0     | 0    | 0      | 0       | 0       |
| Total           | 39     | 35    | 5    | 3      | 5       | 1       |

## Palmarès
| AS FAR (23) | Équipe du Maroc (2) |
| --- | --- |
| - Championnat du Maroc (10): - Championne : 2013, 2014, 2016, 2017, 2018, 2019, 2020,2021, 2022, 2023 - Vice-championne : 2015 - Coupe du Trône (10): - Vainqueur : 2013, 2014, 2015, 2016, 2017, 2018, 2019, 2020, 2021, 2022 - Coupe de l'amitié Maroc-Emirats (1) : - Vainqueur : 2016. - Tournoi de l'UNAF (1) : - Vainqueur : 2021 - Ligue des champions de la CAF (1) : - Vainqueur : 2022 - 3e place : 2021, 2023 | - Coupe d'Afrique des nations - Finaliste : 2022 et 2024 - Tournoi UNAF (1) - Vainqueur : 2020 - Coupe Aisha Buhari - 2e place : 2021 - Tournoi de Malte (1) - Vainqueur : 2022 |

### Distinctions individuelles
- 5 fois meilleure buteuse du championnat marocain : 2014 (54 buts, Record)[66], 2015 (37 buts)[67], 2016 (39 buts), 2017 (35 buts) et 2023 (23 buts)[68]

- 3 fois meilleure joueuse du championnat marocain : 2017-18[69], 2019-20[70] et 2021-22[71].

- Meilleure joueuse de la CAN 2022 par la CAF[72]

- Co-meilleure buteuse de la CAN 2022 (3 buts)[73]

- Dans le onze-type de la CAN 2022 par la CAF[74],[75]
- Membre de l'équipe-type africaine de l'année de l'IFFHS : 2022[76]
- Dans le onze-type de la Ligue des champions 2023 par la CAF.

- Dans le onze-type africain de l'année 2024[77]

- Meilleure buteuse de la CAN 2024 (5 buts)[78]

- Dans le onze-type de la CAN 2024 par la CAF[79].